# دوق بيجا

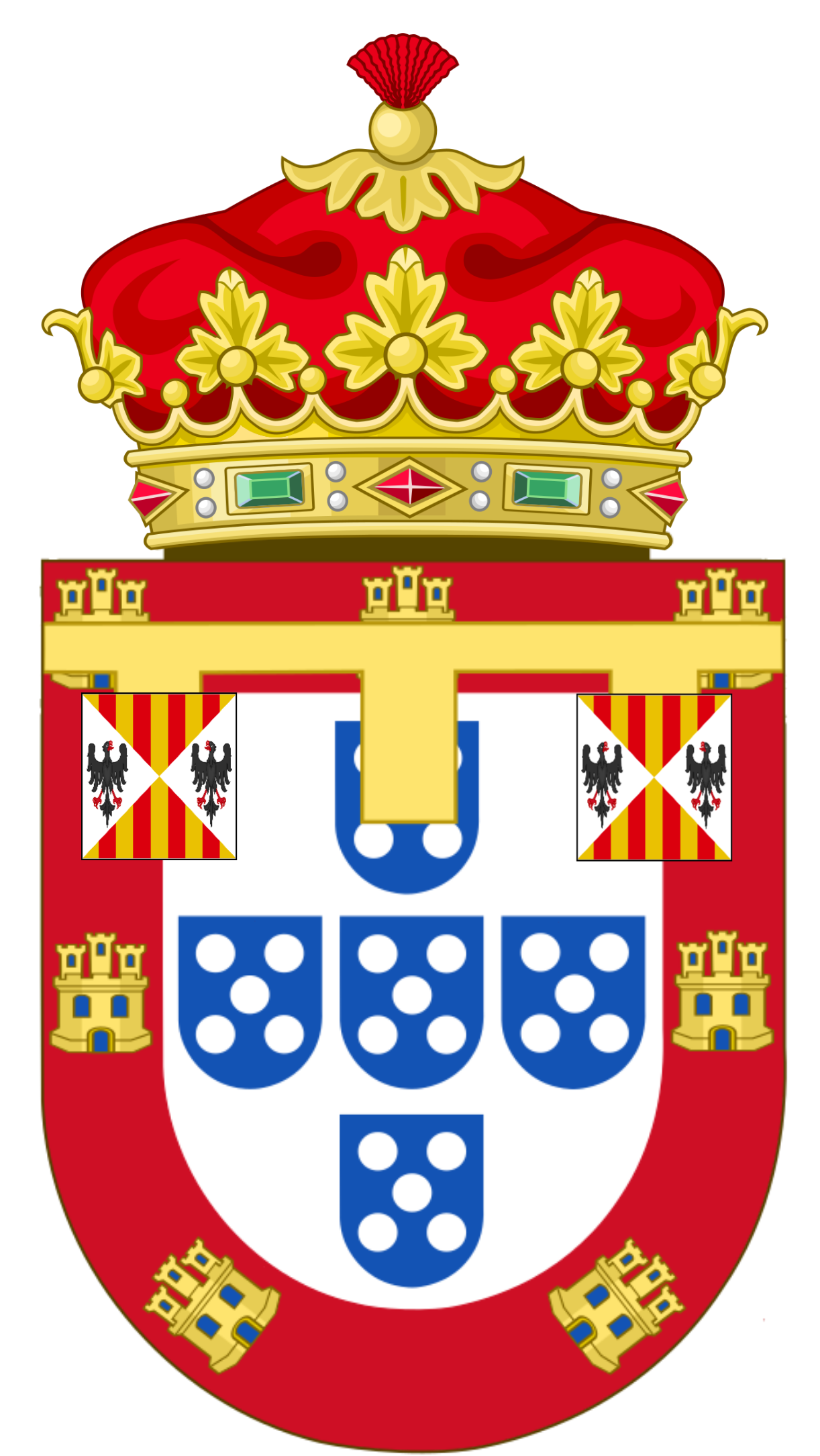
شعار دوق بيجا من عائلة أفيس

دوق بيجا (بالبرتغالية:duques beja) هو اللقب منحه الملك البرتغالي لأحد أبنائه أو أخوته وإنشاء على يد ملك ألفونسو الخامس اعطه لأخيه فرناندو كان في البداية يأخد نظام الورثة ولكن مانويل دوق بيجا أصبح الملك دخل في نظام العرش وأصبح الملك يمنحه لأحد أبنائه, تتمركز في وسط البرتغال في ألينتيخو حول بيجا